# Euonthophagus pentaceros
Euonthophagus pentaceros är en skalbaggsart som beskrevs av Olsoufieff 1900. Euonthophagus pentaceros ingår i släktet Euonthophagus och familjen bladhorningar. Inga underarter finns listade i Catalogue of Life.